# Blogo.it
Blogo.it è un giornale on-line italiano fondato nel 2004, edito da T-Mediahouse (società del gruppo Triboo), e diretto da Gabriele Capasso.

## Storia
Blogo.it viene fondato nel 2004 da Marco Magnocavallo assieme ad altri soci. Inizialmente l'offerta editoriale consiste in vari siti dedicati a temi di informatica, economia e motori: autoblog.it, ecoblog.it, gamesblog.it, melablog.it, mobileblog.it e softblog.it. Negli anni successivi il numero di siti aumenta notevolmente, e il network diventa uno dei più letti in Italia. Nel 2008 la società E-Box, che controlla Blogo.it, passa sotto il controllo di Dada, e Magnocavallo rimane come amministratore delegato.
Nel 2011 il controllo passa a Populis/GoAdv, società italo-irlandese che già aveva acquisito Excite Italia. Viene scelto Antonello Piroso come direttore della testata. Piroso, ex direttore del TG LA7, condurrà per i due anni successivi una trasmissione in diretta in esclusiva sulla piattaforma dal nome Blogo in Diretta, con l'obiettivo di farne un concorrente per i talk show televisivi. Nel 2014 Populis acquisice da Il Sole 24 Ore la testata Blogosfere fondata nel 2004 da Marco Montemagno, e la fonde con Blogo che cambia per l'occasione in nome della società in Blogo s.r.l.
Nel 2014 Piroso interrompe il suo programma e lascia la direzione Blogo, e la direzione viene assunta da Alberto Puliafito, facente parte di Blogo dal 2004 come fondatore e direttore di TvBlog. In questi anni proprio TvBlog diventa uno dei siti di riferimento per il mondo dello spettacolo.
Nel 2016, in seguito a gravi problemi economici Populis viene messa in liquidazione. Nel 2017 la società, in quel momento controllata dalla lussemburghese ICS Securities, fallisce ed interrompe tutte le attività editoriali. La vicenda venne molto commentata in ragione delle modalità di comunicazione e del numero di giornalisti coinvolti. In seguito al fallimento, la società ICS Securities Italia ne acquisì dapprima le operazioni dalla sua omologa lussemburghese, per poi venderle al gruppo Triboo tramite la controllata T-Mediahouse. Alcuni collaboratori di TvBlog.it, uno dei canali di maggior successo di Blogo, tentarono in questo periodo altre iniziative editoriali, tra cui quella di maggior successo è Webboh che sarà in seguito acquisita da Mondadori Media.
Il progetto editoriale viene rilanciato pochi mesi dopo in forma ridotta sotto la direzione di Gabriele Capasso, già vicedirettore di Blogo dal 2013.

## Offerta attuale
Attualmente il network è composto dai tre siti
- Tvblog.it, dedicato a TV e spettacolo
- Soundsblog.it, dedicato alla musica
- Cineblog.it, dedicato al cinema

Dal 2019 non è più monitorato da Audiweb così come tutti gli altri prodotti editoriali di Triboo.